# Châtel-Moron
Châtel-Moron è un comune francese di 83 abitanti situato nel dipartimento della Saona e Loira nella regione della Borgogna-Franca Contea.

## Società

### Evoluzione demografica
Abitanti censiti